# Pietro Morandi
Pietro Morandi (Bologna, 15 aprile 1745 – Senigallia, 8 dicembre 1815) è stato un organista e compositore italiano.

## Biografia
Fra i principali compositori marchigiani a cavallo tra XVIII e XIX secolo, insieme a Giuseppe Giordani e Giambattista Borghi, si istruì a Bologna dove studiò Lettere e Musica (composizione, clavicembalo e canto) con il celebre Giovanni Battista Martini. Qui prese gli ordini minori, che poi abbandono nel 1763, anno in cui entrò nell'Accademia Filarmonica. Sempre nello stesso anno divenne organista e maestro di cappella del Duomo di Pergola, posto che mantenne fino al 1778, trasferendosi poi al Duomo di Senigallia con lo stesso incarico che ricoprì fino al 1811 cedendolo quindi al figlio Giovanni.

## Opere
Della cospicua produzione morandiana (che comprendeva inoltre svariate cantate, oratori e opere liriche) rimangono una sessantina di composizioni, conservate in biblioteche italiane ed estere: musica sacra, sonate, pastorali e concerti per organo ed alcune sinfonie.

## Fonti
- Gabriele Moroni, PIETRO MORANDI, dal libretto del CD "PIETRO MORANDI - 12 Concerti per l'Organo Archiviato il 23 giugno 2015 in Internet Archive.”, CAPOLAVORI INEDITI DEL PATRIMONIO MUSICALE MARCHIGIANO, E Lucevan Le Stelle Records CD EL 942301